# Как служил же я у пана
«Как служил же я у пана» (бел. Як служыў жа я ў пана) — белорусский мультипликационный фильм, снятый на киностудии «Беларусьфильм» в 2004 году.

## Сюжет
Мультфильм на тему шуточной белорусской песни. Не было у мужика ни кола, ни двора. Решил он наладить своё хозяйство и нанялся на службу к богатому пану, обзавелся живностью и женился на панской дочке. Хлопот у мужика стало выше головы, а счастья он так и не нашёл.

## Съёмочная группа
| Режиссёр-постановщик | Владимир Петкевич |
| Автор сценария       | Владимир Петкевич |